# Michał Probierz
Michał Probierz, född 24 september 1972 i Bytom, är en polsk fotbollstränare och före detta -spelare som tränar Polens herrlandslag i fotboll sedan 2023.